# Sarcinodes derufata
Sarcinodes derufata är en fjärilsart som beskrevs av Louis Beethoven Prout 1921. Sarcinodes derufata ingår i släktet Sarcinodes och familjen mätare. Inga underarter finns listade.